# Lågkollane
Die Lågkollane (norwegisch für Niedrige Hügel) ist eine Hügelgruppe im ostantarktischen Königin-Maud-Land. Im Gebirge Sør Rondane ragen sie 11 km nördlich des Bamsefjell zwischen dem Kreitzerisen und dem Hansenbreen auf.
Norwegische Kartografen, die auch die deskriptive Benennung vornahmen, kartierten sie 1957 anhand von Luftaufnahmen, die bei der US-amerikanischen Operation Highjump (1946–1947) entstanden sind.